# Depredador 2
Depredador 2 (título original, Predator 2) es una película estadounidense de acción y ciencia ficción de 1990, dirigida por Stephen Hopkins y protagonizada por Danny Glover y Gary Busey en los papeles principales. Es la continuación de la película de 1987; Depredador que se ubica diez años después de los acontecimientos de Valverde descritos en la primera película.

## Argumento
En 1997, la ciudad de Los Ángeles está sufriendo una de las peores olas de calor en su historia mientras se desencadena una guerra territorial entre los fuertemente armados cárteles de droga de Jamaica y Colombia. Un Depredador observa en una calle un tiroteo entre la policía y los latinoamericanos, donde el teniente Michael "Mike" Harrigan (Danny Glover) rescata a dos oficiales heridos y presiona a los pandilleros hasta hacerlos retirarse de vuelta hacia su escondite. Mientras a los hombres del teniente se les ordena que esperen a que un grupo de federales llegue a la escena, el Depredador se lanza a través de un tragaluz y embosca a los criminales. Harrigan y su equipo, los detectives Leona Cantrell (María Conchita Alonso) y Danny Archuleta (Rubén Blades), entran desobedeciendo las órdenes y encuentran a los latinos asesinados de una manera horrenda. Harrigan persigue a un aterrado sobreviviente de la banda hasta el techo y, tras matarlo, logra vislumbrar la silueta del Depredador camuflado, pero lo cree una alucinación por el calor. Una vez concluido el combate, Harrigan es reprendido por sus superiores por su desobediencia. Luego de esto, se presentan ante él el agente especial Peter Keyes (Gary Busey) líder del grupo de federales que investiga la guerra de los cárteles y al detective Jerry Lambert (Bill Paxton) el nuevo miembro del equipo de Harrigan.
Esa noche, el Depredador embosca y mata a varios miembros de la banda de Jamaica, mientras estos asesinaban durante un ritual vudú a uno de los capos colombianos en su propio departamento. A pesar de recibir la orden de esperar a Keyes, el teniente Harrigan y su equipo entran al ático en donde se encuentran con los cadáveres de los jamaicanos suspendidos de vigas, desollados y mutilados. Manifiestan su asombro ante la similitud respecto a la masacre anterior. Keyes detiene al equipo del teniente, pero Danny, quien notó algo clavado en el techo, regresa él solo por la noche para seguir investigando. Allí encuentra la punta de una lanza clavada en un conducto de aire acondicionado, pero tras recuperarla es asesinado por el alienígena. 
Harrigan promete encontrar a quien mató a su amigo y compañero Danny, creyendo aún que está lidiando con el caso de un simple asesino. La científica forense Dra. Irene Edwards (Lilyan Chauvin) le hace notar que la punta de lanza recuperada por Danny no corresponde a ningún elemento conocido en la tabla periódica, sin embargo no le es posible acceder a la investigación ya que el personal de Keyes ha obtenido el uso exclusivo del laboratorio forense. A su vez Jerry, a quien el teniente le había pedido investigar a Keyes y su equipo, señala que son lo suficientemente hábiles para evadirlo y siempre los pierde cerca de los mataderos de la ciudad, y sumado a que los antecedentes de Keyes son material clasificado, concluyen que la identidad y misión del grupo federal es una tapadera para algo más grande. Buscando respuestas, Harrigan logra concertar una reunión privada con el señor de las drogas jamaicano, King Willie (Calvin Lockhart), practicante del vudú. El teniente afirma que es importante para ambos detener al asesino, puesto que este está acabando rápidamente con los hombres de los dos grupos. Ante esto, Willie le dice que el asesino no es alguien de este mundo, sino un ser sobrenatural y que deberá prepararse para batallar contra aquello. Cuando Mike es escoltado por la pandilla de regreso, el Depredador aparece frente a Willie y lo mata, llevándose su cabeza como trofeo.
Harrigan y su equipo oyen acerca de la muerte de Willie, mientras la Dra. Edwards afirma haber recuperado de la computadora del laboratorio un archivo olvidado por el equipo de Keyes sobre el análisis de una mancha de sangre obtenida del lugar en donde ocurrió la última masacre. La sangre proviene del ganado del matadero donde Jerry perdió la pista de Keyes. El teniente pide a su equipo que se reúnan en el lugar de los hechos para investigar, por lo que Leona y Jerry toman el metro para encontrarse con su superior.
En el metro Leona y Jerry intervienen en un intento de robo que se torna cada vez más violento hasta que se corta la electricidad y el Depredador ataca. Leona pone con mucha dificultad a los pasajeros a salvo, mientras el Depredador masacra a todos los que portan armas de fuego. Jerry se queda atrás para encarar a la criatura y dar tiempo a Leona para evacuar a los pasajeros, enfrentando heroicamente al extraterrestre en los vagones traseros, siendo asesinado por este. Luego, el monstruo encuentra y está a punto de matar a Leona, pero la libera en cuanto los sensores de su biomáscara le revelan que está embarazada.
Minutos más tarde Harrigan llega a la escena mientras Leona está siendo trasladada de urgencia al hospital y al enterarse de lo que sucedió deduce que la criatura caza a quienes estén armados. Al entrar al túnel descubre a Jerry decapitado, por lo que persigue a la criatura y decide interceptarla en el matadero, donde es detenido por Keyes, quien lo lleva a una base de operaciones móvil y le revela que el asesino es en realidad miembro de una especie extraterrestre que caza con visión infrarroja y utiliza un avanzado camuflaje; además, le informa sobre su interés en cazar humanos como deporte, por lo que suelen visitar lugares donde hay conflictos bélicos y personas con armas. También le relata sobre el incidente en América Central hace diez años, donde otro de estos alienígenas al ser derrotado se autodestruyó utilizando una poderosa bomba que arrasó una extensa área a su alrededor. 
Keyes y su equipo han tendido una trampa al alienígena con el objetivo de capturarlo vivo, para así estudiarlo y entender mejor su armamento avanzado. La trampa es armada dentro de una cámara frigorífica del matadero, lugar en donde suele aparecer para alimentarse de carne de res cada dos días. El grupo planea explotar su visión térmica y su pobre termorregulación usando trajes de aislamiento térmico que los harán invisibles a la vista del extraterrestre, armas de nitrógeno con las cuales planean congelarlo y una sustancia que esparcieron en el lugar para interferir su camuflaje. Mientras, el resto del equipo monitorea el movimiento de la criatura desde la base con sensores de movimiento. Sin embargo tras unos minutos la criatura es capaz de advertir la trampa y tras recalibrar el visor de su máscara logra la luz ultravioleta de las linternas que usan Keyes y sus hombres. 
Harrigan, tras ver el modo en que el extraterrestre rodea al equipo, trata de advertirles que la criatura puede ver las luces, pero no le prestan atención, cayendo así en una emboscada donde son asesinados. El teniente escapa de los hombres de Keyes y tras volver a su auto se arma fuertemente para impedir la masacre, pero no logra llegar a tiempo, debiendo enfrentase cara a cara con el extraterrestre a quien deja temporalmente fuera de combate luego de vaciarle a quemarropa varias armas de alto poder, situación que le permite quitarle la biomáscara. Aún con vida, la criatura se recompone y desarma al policía, quien queda a su merced hasta que el último sobreviviente del equipo, el propio Keyes, interviene para protegerlo, pero el federal es asesinado por la criatura con un afilado disco de lanzamiento mientras este hacía un último intento por congelarlo. Luego, persigue a Harrigan hasta la azotea del edificio donde lo ataca con su lanza pero Harrigan lo embiste y ambos acaban colgando del edificio. 
El alienígena pende de uno de los brazos del teniente y al verse acorralado intenta activar el dispositivo de autodestrucción equipado en su antebrazo. Harrigan se apodera del disco de lanzamiento y rebana la bomba junto con el antebrazo de su enemigo. La criatura cae en el edificio al otro lado del callejón, llegando hasta el baño de uno de los departamentos. Allí, utiliza su equipo médico para cauterizar sus heridas y luego huye a través del edificio. Harrigan, armado solo con el disco, lo sigue por una entrada secreta que el Depredador había hecho bajo el ascensor y encuentra su nave espacial oculta en el interior de una gran cámara subterránea. Dentro de la nave, los dos se enfrentan en un duelo final: una batalla directa y sin armas de fuego. Harrigan finalmente y luego de un esfuerzo titánico mata al Depredador, apuñalándole el estómago con el disco de lanzamiento.
Después de que el extraterrestre cayera muerto, se hacen visibles otros Depredadores que observaban la pelea camuflados. Estos recogen el cadáver de su compañero pero, en contra de lo que el detective pudiera pensar, ninguno intenta agredirlo. Una de las criaturas, el anciano del grupo, le entrega a Harrigan a modo de reconocimiento por sus logros en combate un pistolete con el grabado: "Raphael Adolini, 1715". Justo antes del despegue de la nave Harrigan logra escapar a punto de morir quemado por los propulsores de la misma. El teniente alcanza la superficie, al mismo tiempo en que el resto del equipo de Keyes llega a lugar de los acontecimientos, enfurecidos al no haber sido capaces de capturar al alienígena pero Harrigan ahora sabe que las criaturas han visitado la Tierra desde hace muchísimo tiempo, y sospecha que pronto volverán.

## Reparto
- Danny Glover como Mike Harrigan
- Gary Busey como Peter Keyes
- Rubén Blades como Danny Archuleta
- María Conchita Alonso como Leona Cantrell
- Bill Paxton como Jerry Lambert
- Kevin Peter Hall como Depredador
- Hal Ryle como Depredador (voz)
- Robert Davi como Phil Heinemann
- Adam Baldwin como Garber
- Kent McCord como el Capitán B. Pilgrim
- Morton Downey, Jr. como Tony Pope
- Calvin Lockhart como King Willie
- Steve Kahan como el sargento
- Elpidia Carrillo como Anna (cameo)
- Corey Rand como Ramón Vega
- Henry Kingi como El Scorpio
- Lilyan Chauvin como Irene Edwards

## Producción
Debido a sus altas exigencias salariales, Arnold Schwarzenegger quedó fuera de esta secuela.
Para la película el Depredador principal fue diseñado para tener un "look" más urbano, con adornos tribales, piel más brillante y más colmillos. El diseñador de la criatura, Stan Winston, dijo que el concepto era el mismo que para la anterior película pero que diferentes individuos de la misma raza podían tener diferente color de piel, estructura facial, etcétera.

## Recepción
Depredador 2 fue el número uno en taquilla en el fin de semana de Acción de Gracias de 1990, momento en el que se estrenó en Estados Unidos, recaudando doce millones de dólares en ese país. En total recaudó en Estados Unidos $30.669.413 y en el resto del mundo $57.120.318.[cita requerida]

## Fechas de estreno mundial
| País                                                                          | Fecha de estreno                  |
| ----------------------------------------------------------------------------- | --------------------------------- |
| Alemania                                                                      | Jueves 30 de mayo de 1991         |
| Argentina                                                                     | Jueves 20 de diciembre de 1990    |
| Australia                                                                     | Jueves 10 de enero de 1991        |
| Austria                                                                       | Viernes 31 de mayo de 1991        |
| Bélgica                                                                       | Miércoles 1 de mayo de 1991       |
| Belice · Costa Rica · El Salvador · Guatemala · Honduras · Nicaragua · Panamá | Viernes 28 de diciembre de 1990   |
| Bolivia                                                                       | Jueves 31 de enero de 1991        |
| Brasil                                                                        | Viernes 15 de febrero de 1991     |
| Bulgaria                                                                      | Lunes 30 de noviembre de 1992     |
| Chile                                                                         | Viernes 11 de enero de 1991       |
| Colombia                                                                      | Jueves 31 de enero de 1991        |
| Corea del Sur                                                                 | Sábado 22 de diciembre de 1990    |
| Dinamarca                                                                     | Viernes 5 de abril de 1991        |
| Ecuador                                                                       | Martes 25 de diciembre de 1990    |
| Egipto                                                                        | Lunes 4 de noviembre de 1991      |
| España                                                                        | Viernes 5 de julio de 1991        |
| Estados Unidos · Canadá                                                       | Miércoles 21 de noviembre de 1990 |
| Filipinas                                                                     | Miércoles 6 de febrero de 1991    |
| Finlandia                                                                     | Viernes 15 de febrero de 1991     |
| Francia                                                                       | Martes 30 de abril de 1991        |

| País                         | Fecha de estreno                |
| ---------------------------- | ------------------------------- |
| Hong Kong                    | Viernes 21 de diciembre de 1990 |
| Hungría                      | Jueves 1 de agosto de 1991      |
| India                        | Viernes 18 de marzo de 1994     |
| Indonesia                    | Jueves 13 de febrero de 1992    |
| Israel                       | Viernes 10 de mayo de 1991      |
| Italia                       | Jueves 25 de abril de 1991      |
| Jamaica                      | Miércoles 23 de enero de 1991   |
| Japón                        | Viernes 25 de enero de 1991     |
| Malasia                      | Jueves 7 de febrero de 1991     |
| México                       | Viernes 1 de marzo de 1991      |
| Nueva Zelanda                | Viernes 19 de abril de 1991     |
| Países Bajos                 | Jueves 30 de mayo de 1991       |
| Perú                         | Jueves 14 de febrero de 1991    |
| Portugal                     | Viernes 19 de abril de 1991     |
| Puerto Rico                  | Jueves 17 de enero de 1991      |
| Reino Unido Irlanda          | Viernes 3 de mayo de 1991       |
| República Checa · Eslovaquia | Jueves 16 de abril de 1992      |
| Rumania                      | Viernes 19 de noviembre de 1993 |
| Rusia                        | Martes 4 de enero de 1994       |
| Singapur                     | Jueves 7 de febrero de 1991     |
| Sudáfrica                    | Viernes 15 de febrero de 1991   |
| Suecia                       | Viernes 26 de abril de 1991     |
| Suiza                        | Miércoles 8 de mayo de 1991     |
| Tailandia                    | Sábado 29 de diciembre de 1990  |
| Taiwán                       | Sábado 27 de abril de 1991      |
| Turquía                      | Viernes 5 de abril de 1991      |
| Ucrania                      | Martes 4 de enero de 1994       |
| Uruguay                      | Jueves 16 de mayo de 1991       |
| Venezuela                    | Miércoles 6 de febrero de 1991  |

## Premios y nominaciones
| Año  | Premio         | Categoría                         | Candidato                  | Resultado |
| ---- | -------------- | --------------------------------- | -------------------------- | --------- |
| 1991 | Premios ACS    | Director de fotografía del año    | Peter Levy                 | Ganador   |
| 1991 | Fantasporto    | Mejor película                    | Stephen Hopkins            | Nominado  |
| 1992 | Premios Saturn | Mejor película de ciencia ficción | Depredador 2               | Nominado  |
| 1992 | Premios Saturn | Mejor maquillaje                  | Stan Winston Scott H. Eddo | Nominado  |
| 1992 | Premios Saturn | Mejores efectos especiales        | Stan Winston Joel Hynek    | Nominado  |